# Гигант (шахта, Кривой Рог)
Гигант-глубокая (укр. Гігант-глибока) — шахта, Саксаганский район, Кривой Рог, Украина.
Шахта Криворожского железорудного бассейна. Входила в состав рудоуправления имени Ф. Э. Дзержинского, производственного объединения «Кривбассруда». Одна из крупнейших в промышленности чёрной металлургии СССР. Введена в эксплуатацию 31 марта 1962 года, закрыта как добычная в 1997 году. В настоящее время принадлежит ПАО «Центральный ГОК» группы «Метинвест». Добыча руды на ней не ведётся — работает в режиме гидрозащиты.
Шахтное поле было вскрыто вертикальным стволом, оборудованным двухскиповой и одноклетьевой многоканатной подъёмной установкой. Скипы с донной разгрузкой грузоподъёмностью 50 тонн каждый, клеть двухэтажная. Система разработки — подэтажное обрушение с различными вариантами. Отбойка руды глубокими скважинами (80,1%) и шпурами (19,9%). Рудоподготовка производилась на дробильно-сортировочной фабрике шахты.
Максимальная проектная мощность добычи железной руды на шахте составляла 7,4 млн тонн в год. По состоянию на 1984 год — 1,2 млн тонн. Общая добыча за весь период эксплуатации месторождения шахты составила 379,39 млн тонн.

## История
- 1881 — начало эксплуатации месторождения шахты;
- 1957 — открылась шахта «Саксагань»;
- 1959—1962 — введена в эксплуатацию шахта «Гигант»;
- 1975, 22 мая — на руднике имени Ф. Э. Дзержинского добыта 2-миллиардная тонна руды с начала горных работ в Кривбассе;
- 1978 — окончание разработки исключительно богатых железных руд, начало добычи магнетитовых кварцитов;
- 1997 — прекращена добыча магнетитовых кварцитов, начало работы в режиме гидрозащиты;
- 2005 — вхождение в состав Центрального горно-обогатительного комбината.

### Закрытие
После отработки залежей богатых руд шахтой разрабатывались залежи магнетитовых кварцитов. Вследствие экономической неэффективности их разработки в 1997 году шахта была закрыта как добычная. На базе Гигант-глубокой в том же году была создана шахта «Гигант-дренажная», как структурное подразделение государственного предприятия «Кривбассреструктуризация». Шахта начинает работать в режиме гидрозащиты за счёт государственного бюджета.

### В составе ЦГОК
В августе 2004 года Днепропетровский областной совет предоставил специальное распоряжение на добычу полезных ископаемых Центральному горно-обогатительному комбинату на шахте «Гигант-дренажная».
2 сентября ЦГОК получил лицензию на эксплуатацию недр шахты сроком на 10 лет.
17 сентября 2004 на собрании акционеров Центрального горно-обогатительного комбината было решено взять в аренду целостный имущественный комплекс шахты «Гигант-дренажная» у ГП «Кривбассреструктуризация». Акционеры поручили тогдашнему генеральному директору комбината Александру Вилкулу заключить договор аренды шахты.
В составе ЦГОКа шахта «Гигант-дренажная» была снова переименована в «Гигант-глубокая».

## Персоналии
- Ростальный, Александр Афанасьевич — бригадир горнопроходческой бригады шахты;
- Соцкий Василий Михайлович — директор шахты в 1965—1973 годах;
- Караманиц, Фёдор Иванович — директор шахты в 1996—1997 годах.